# Pepper Solana
Pepa Solana Castillo (Madrid, 30 de noviembre de 1993), conocida artísticamente como Pepper Solana, es una cantante y compositora de soul, R&B y rock española, afincada en Nueva York. Su registro es de soprano, con un enorme rango vocal.

## Trayectoria
Empezó a dedicarse a la música y el canto gracias a su padre. Creció rodeada de vinilos de Sam Cooke, AC/DC, Stevie Wonder, Led Zeppelin, Otis Redding, Aretha Franklin, The Rolling Stones, Janis Joplin o The Black Crowes, lo que forjó su estilo. Se subió por primera vez a un escenario público en 2008, en un acto callejero celebrado el Día de la Música en el Círculo de Bellas Artes de Madrid.
En 2011, lideró su primera formación estable, Pepper and the Stringalings, con la que llegó a ganar el concurso para bandas del Festival Wolfest, en el año 2011. Editaron un LP (Ronky. 2011) y un sencillo (Chains And Lies. 2014). La banda tenía claras influencias del rock de los 70, Jack White y las reinas norteamericanas del soul. Se disolvieron en el año 2014.
Cambiando de registro, de 2014 a 2017, Solana entró como cantante en el grupo The Cooltrance, que hasta ese momento había sido instrumental. Banda de jazz y soul, con la que sacó al mercado el LP Black Pepper, en 2015. En 2016, producidos por Agustín Donofrio, llega Gazulin, una formación de versiones electro swing de temas clásicos. Ese trabajo llevó a Solana a ser contratada durante dos años en el club Heart Ibiza, propiedad de Ferran Adrià, como cantante para el show del Cirque du Soleil.
Su eclecticismo musical y capacidad para adaptarse a cualquier estilo, hicieron que trabajase estos años como corista para artistas como Alain Pérez, Ainhoa Arteta o Tini Stoessel, en su gira europea de 2017. Además, es vocalista ocasional de la banda de jazz Patax, con quienes grabó el LP en directo Putting Pepper On It en 2019.
En 2015, se presentó a las pruebas de entrada a la universidad Berklee College of Music, de Boston, en Estados Unidos. A pesar de obtener plaza en el Bachelor’s of Music Program y beca, esta última no cubría lo suficiente y tuvo que renunciar. Dos años más tarde, en el verano de 2017, viajó a Nueva York a realizar un curso de un mes en la New York Jazz Academy. La ciudad y su potencial artístico y cultural terminaron por cautivar a Solana, que tomó la decisión de quedarse en Estados Unidos. En apenas tres meses consiguió un manager y un contrato con una pequeña discográfica local. Encadenó dos visas O1, lo que le permitió trabajar inicialmente en varias obras off-broadway como A Soulful Christmas y Kings And Queens of Soul, entre otras.
La pandemia del COVID-19 casi acabó con su sueño americano. Superado el confinamiento, se tuvo que someter a una agresiva operación de cuerdas vocales, que cambió su voz y le obligó a trabajar en su recuperación durante un año. Pese a todo, en 2021 lanzó sus primeros singles en solitario, auto-producidos. Y, en 2022, salió al mercado su primer EP titulado De las cenizas, producido por Don Knock y ella misma, gracias a una campaña de recogida de fondos en Kickstarter.

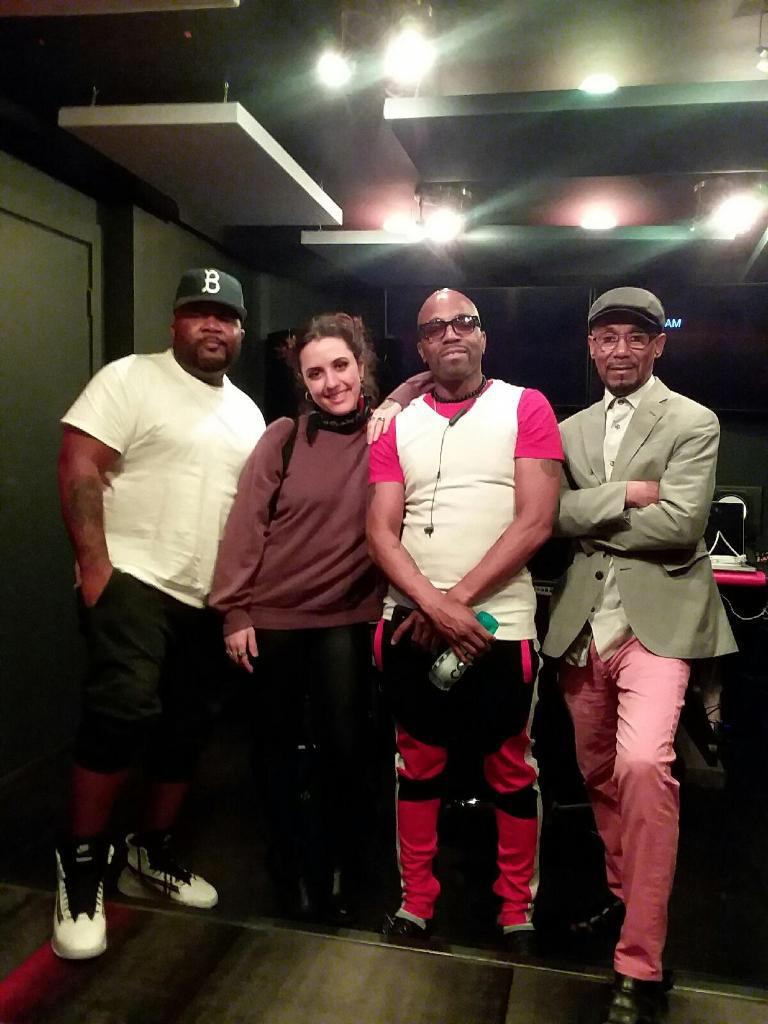
Junto a Teddy Riley, en su estudio de Los Angeles.

En Estados Unidos, Solana tuvo la ocasión de grabar producida por Nile Rodgers y por Teddy Riley. Con este último, participó como cantante invitada en el concierto de homenaje por la concesión al productor de una estrella en el Paseo de la Fama de Hollywood.
Trabaja como chanteuse principal en el exclusivo cabaret de Manhattan "The Box", mientras prepara su próximo LP en solitario. Además, es la cantante de Mucha Pepper, grupo de música urbana con letras disruptivas, como las de su single de éxito Vocaliza.

## Reconocimientos
En 2011, Pepper and the Stringalings se alzaron con el Primer Premio en el concurso de bandas del Festival Wolfest, en la sala Joy Eslava de Madrid, dotado con 1000 euros.
Con la formación Mucha Pepper, cerró el acto institucional del Gobierno con motivo del Día Internacional de la Mujer, el 8 de marzo de 2022, en el Círculo de Bellas Artes de Madrid. Con la presencia de Irene Montero; ministra de Igualdad, Toni Morillas; directora del Instituto de las Mujeres y Pedro Sánchez, presidente del Gobierno de España. Y la participación de las cómicas: Nerea Pérez de las Heras, Inés Hernand, Henar Álvarez, Patricia Sornosa, Asaari Bibang y Patricia Galván.

## Discografía

### En solitario
- Claim My Soul (Single. 2021)
- Love Me (Single. 2021)
- De las Cenizas (EP. 2022)
- I Want Ya (Single. 2023)
- Live at The Bitter End (EP en directo. 2023)

### Con Pepper and The Stringalings
- Ronky (LP. 2011)
- Chains and Lies (Single. 2012)

### Con The Cooltrance
- Black Pepper (LP. 2014)

### Con Patax Band
- Putting Pepper On It (LP en directo. 2011)

### Con Mucha Pepper
- Gorditas (Single. 2021)
- ¿Que No Qué? (Single. 2021)
- Pues A Mi También (Single. 2022)
- Vocaliza (Single. 2022)
- Chica de Barrio (Single. 2023)

### Colaboraciones
- Walk With Me (feat Milena Brody. Single. 2020)
- The Run Around (feat Wally López. Single. 2021)
- Smells Like Teen Spirit (feat EMP3 Band. Single. 2022)
- Open You Eyes (feat Rafa Sala. Single. 2023)